# Fresh (2022)
Fresh is een Amerikaanse film uit 2022, geregisseerd door Mimi Cave en geschreven door Lauryn Kahn.

## Verhaal
Noa is gefrustreerd omdat de datingsites haar steeds saaie dates opleveren. Ze waagt haar kans in een kruidenierszaak waar ze de ietwat onhandige, maar charmante plastisch chirurg Steve ontmoet met wie ze afspreekt. Ze kunnen het na een eerste date goed met elkaar vinden en Noa hoopt eindelijk de ware te hebben gevonden. Ze accepteert Steve's uitnodiging voor een spontaan weekendje weg, maar ontdekt dat haar nieuwe minnaar een ongewone eetlust heeft.

## Rolverdeling
| Acteur            | Personage |
| ----------------- | --------- |
| Daisy Edgar-Jones | Noa       |
| Sebastian Stan    | Steve     |
| Jonica T. Gibbs   | Millie    |
| Charlotte Le Bon  | Ann       |
| Andrea Bang       | Penny     |
| Dayo Okeniyi      | Paul      |

## Productie
Fresh is de eerste speelfilm van regisseur Mimi Cave, die haar carrière begon met het maken van muziekvideo's en daarna overstapte naar het maken van korte films. In juli 2020 werd aangekondigd dat Mimi Cave de film zou regisseren naar een scenario van Lauryn Kahn, met Adam McKay als producer met Hyperobject Industries samen met Legendary Pictures. In september 2020 voegde Daisy Edgar-Jones zich bij de cast van de film. Sebastian Stan werd gecast in oktober 2020 en Jonica T. Gibbs in december 2020. Het filmen vond plaats van 3 februari tot 17 maart 2021 in Brits-Columbia, Canada.

## Release en ontvangst
Fresh ging op 21 januari 2022 in première op het Sundance Film Festival in de Midnight-sessie. Searchlight Pictures verkreeg de wereldwijde distributierechten en kondigde aan dat vanaf 4 maart 2022  de film zal uitgezonden worden via de streamingdienst Hulu. De film kreeg overwegend positieve kritieken van de filmcritici, met een score van 81% op Rotten Tomatoes, gebaseerd op 48 beoordelingen.